# Митрополія двох Америк
Руму́нська правосла́вна митропо́лія двох Аме́рик (англ. The Romanian Orthodox Metropolia of the Americas; рум. Mitropolia Ortodoxă Română a celor două Americi) — автономна східно-православна митрополія в складі Румунської православної церкви, яка об'єднує парафії в Північній і Південній Америці. Вона має юрисдикцію над румунськими православними громадами в Америці. Використовує у своїй літургії візантійський обряд, румунську мову та новоюліанський календар, вона є частиною Східного християнства. Вона базується в Чикаго, штат Іллінойс (США), її очолює архієпископ Ніколае Кондреа.
28 жовтня 2016 р. — Священний Синод Румунської Православної Церкви ухвалив рішення Конгресу Архієпархії двох Америк про створення нової єпархії в Канаді та Румунської Православної Митрополії двох Америк. З цієї дати ця митрополія складається з двох єпархій: Румунської православної архієпархії Сполучених Штатів Америки та Румунського православного єпископату Канади.

## Історія
Православні румуни з'явилися в Північній Америці приблизно в 1895 році в зв'язку з хвилею еміграції з Трансільванії, Буковини і Банату, які перебували тоді в складі Австро-Угорщини. У той час православні в Північній Америці і Канаді належали до Північно-Американської єпархії Російської православної церкви незалежно від їх етнічного походження.
Відчуваючи відсутність свого архієрея і наслідуючи приклад інших етнічних груп після того, як з-за більшовицької революції зв'язок з керівництвом Російської православної церкви була втрачена, румуни Америки вирішили створити румунську єпархію з єпископом-румуном. 25 квітня 1922 роки 7 священиків, які були висвячені в Румунії, представили меморандум Священному Синоду, вимагаючи підстави єпископії для православних румунів в Америці. Церковні влади Румунії не поспішали створити єпархіальну організацію для румунів в Америці, вважаючи, що вона не потрібна. 18 грудня 1923 року митрополит Сібіускій призначає священика Віктора Мурешана, протопопом (благочинним) парафій Сполучених Штатів. 7 жовтня 1924 року румунські священики, які були висвячені в Америці російськими єпископами, провели конференцію в Піттсбурзі, штат Пенсільванія, де вони знову наголосили на необхідності створення Румунської православної єпископії в США, і вирішили, що до тих пір вони будуть пов'язані з юрисдикцією, омофором російської єпископа Адама (Філіповського).
З 25 по 28 квітня 1929 на церковному Конгресі духовенства і віруючих румунських православних парафій США і Канади, що зібрався в Детройті, штат Мічиган, була створена Румунська православна єпископії в Америці, яка перебувала в підпорядкуванні Священного Синоду Румунської православної церкви. Це рішення було затверджено Національним церковним конгресом Румунії від 21 листопада 1929 року.
1 листопада 1930 Патріарх Румунії Мирон (Крістя) підписав указ № 10219, згідно з яким Румунська православна єпископії в Америці визнається канонічною. У період з 26 по 28 квітня 1934 року парламент Румунії голосує за закон «Про створення румунського Православного місіонерської єпархії в Америці», підписаний королем Румунії Каролем II 5 травня 1934 року.
26 січня 1935 Священний Синод Румунської православної церкви обрав архімандрита Полікарпа (Морушку) правлячим архієреєм цієї єпископії. 24 березня 1935 року в Бухаресті відбулася його єпископська хіротонія, в червні 1935 він прибув в США. До 1939 року єпархія включала 33 парафії, 54 філії, 26 храмів в США і 17 церков в Канаді, а також парафіяльні школи, молодіжні організації та жіночі асоціації.
Єпископ Полікарп (Морушка) повернувся до Румунії в 1939 році для участі в засіданні Священного Синоду Румунської православної церкви і не зміг повернутися, так як почалася Друга світова війна. Після війни він не був випущений з країни новим комуністичним урядом. У пастирському листі від 30 липня 1947 року його поінформував свою єпархію про труднощі з його поверненням і додав, що він як і раніше вважає себе єпископом Румунської православної єпископії Америки. У 1947 році новий урядовий закон (№ 166 від 1947 року) розпустив єпископат і скасував епископию в Америці звільнив єпископа Полікарпа. У 1949 році було законодавчо закріплено, щоб ієрархи, які призначаються румунським патріархатом для румунських православних громад за межами Румунії, затверджувалися урядом. Перший ієрарх, призначений очолити американську Румунську Православну громаду, єпископ Анфим (Ніка), не був прийнятий в румунській єпархії в Америці.
Рішенням румунського Священного Синоду від 12 липня 1950 був заснований румунський православний місіонерський єпископат в Америці. Американський громадянин, Андрій (Молдован), був обраний його правлячим архієреєм і був викликаний до Румунії для хіротонії. У червні того ж року в Мічигані була зареєстрована «Румунська Православна автономна епископия Північної і Південної Америки» («Episcopatul Român Ortodox Autonom pentru America de Nord şi de Sud»). Після його висвячення в Румунії він повернувся в США і очолив ті парафії, які погодилися його визнати. 14 березня 1963 він помер.
12 грудня 1974 Священний Синод Румунської православної церкви затвердив зведення Місіонерського єпископату в архієпископії і відновив статус автономії Румунської Православної архієпископії в Америці і Канаді.
28 жовтня 2016 Священний Синод Румунської православної церкви утворив Митрополії Америк в складі двох єпархій: Архієпископії США і Канадської єпископії. Тоді ж єпископ Микола був призначений главою нової митрополії, стаючи за посадою правлячим архієреєм нової Архієпископії США.

## Організація та структура

### Архієреї
- Полікарп (Морушка) (24 березня 1935-1949)
- Андрій (Молдован) (12 листопада 1950 - 14 березень 1963)
- Теоктист (Арепашу) (1963-1966)
- Вікторин (Урсаки) (7 серпня 1966 - 16 липень 2001)
- Йосип (Поп) (5 липня 2001 - 9 березня 2002) в / в, митрополит Західної і Південної Європи
- Микола (Кондра) (14 липня 2002 роки)